# Torneo del Interior 2016 (rugby)
El Torneo del Interior en su edición 2016, comenzó el 26 de marzo y finalizó el 15 de mayo del mismo año. Fue la decimoquinta competencia y, por primera vez, participaron dos equipos de Uruguay.
La zona de ascenso A fue la que de una plaza para la siguiente edición del Torneo Nacional de Clubes, mientras que la zona de ascenso B, donde participan los equipos uruguayos, dio un ascenso a la zona A.
Los Tarcos Rugby Club de Tucumán logró el título en el «Torneo A», y así aseguró una plaza para su región en el siguiente Torneo Nacional. En la final derrotó a Jockey Club de Rosario 25 a 20. En el descenso del «Torneo A», Neuquén Rugby Club y Universitario de Córdoba jugaron un alarge de 30 minutos y empataron en 37 puntos tras haberlo hecho durante los 80 minutos reglamentarios en 34, descendiendo el equipo patagónico por haber marcado menos tries. En el «Torneo B», Huirapuca de Tucumán derrotó por 28 a 6 a Old Christians Club de Uruguay y consiguió una plaza para su zona en el próximo «Torneo A».

## Participantes

### Torneo del Interior A
| Equipo             | Ciudad        | Provincia    | Unión    | Clasificación         |
| ------------------ | ------------- | ------------ | -------- | --------------------- |
| Cardenales RC      | Tucumán       | Tucumán      | URT      | 4.º región NOA        |
| Córdoba Athletic   | Córdoba       | Córdoba      | UCR      | 4.º región centro     |
| Jockey Club        | Salta         | Salta        | URS      | 6.º región NOA        |
| Jockey Club        | Rosario       | Santa Fe     | URR      | 4.º región litoral    |
| Los Tarcos RC      | Tucumán       | Tucumán      | URT      | 5.º región NOA        |
| Mar del Plata Club | Mar del Plata | Buenos Aires | URMdP    | 1.º región pampeana   |
| Marista RC         | Luján de Cuyo | Mendoza      | URC      | 1.º región oeste      |
| Mendoza RC         | Guaymallén    | Mendoza      | URC      | 2.º región oeste      |
| Neuquén RC         | Neuquén       | Neuquén      | URAVRNyN | 1.º región patagónica |
| Old Resian         | Rosario       | Santa Fe     | URR      | 6.º región litoral    |
| Palermo Bajo       | Córdoba       | Córdoba      | UCR      | 5.º región centro     |
| Sporting Club      | Mar del Plata | Buenos Aires | URMdP    | 2.º región pampeana   |
| Sportiva           | Bahía Blanca  | Buenos Aires | URS      | 3.º región pampeana   |
| Universitario      | Rosario       | Santa Fe     | URR      | 5.º región litoral    |
| Universitario      | Salta         | Salta        | URS      | 7.º región NOA        |
| Universitario      | Córdoba       | Córdoba      | UCR      | 6.º región centro     |

### Torneo del Interior B
| Equipo               | Ciudad              | Provincia/País      | Unión    | Clasificación         |
| -------------------- | ------------------- | ------------------- | -------- | --------------------- |
| Bigornia             | Rawson              | Chubut              | URVCh    | 2.º región patagónica |
| CURNE                | Resistencia         | Chaco               | URN      | 2.º región NEA        |
| Huirapuca RC         | Concepción          | Tucumán             | URT      | 8.º región NOA        |
| Jockey Club          | Villa María         | Córdoba             | UCR      | 7.º región centro     |
| Jockey Club          | Córdoba             | Córdoba             | UCR      | 8.º región centro     |
| Liceo RC             | Luján de Cuyo       | Mendoza             | URC      | 5.º región oeste      |
| Logaritmo            | Rosario             | Santa Fe            | URR      | 7.º región litoral    |
| Los Tordos RC        | Guaymallén          | Mendoza             | URC      | 4.º región oeste      |
| Marabunta RC         | Cipolletti          | Río Negro           | URAVRNyN | 3.º región patagónica |
| Natación y Gimnasia  | Tucumán             | Tucumán             | URT      | 9.º región NOA        |
| Old Boys & Old Girls | Montevideo          | Uruguay             | URU      | 2.º Uruguay           |
| Old Christians       | Montevideo          | Uruguay             | URU      | 1.º Uruguay           |
| Old Lions RC         | Santiago del Estero | Santiago del Estero | USR      | 10.º región NOA       |
| San Ignacio RC       | Mar del Plata       | Buenos Aires        | URMdP    | 4.º región pampeana   |
| San Patricio RC      | Corrientes          | Corrientes          | URN      | 1.º región NEA        |
| Teqüe Rugby Club     | Maipú               | Mendoza             | URC      | 3.º región oeste      |
| Universitario        | Santa Fe            | Santa Fe            | USR      | 8.º región litoral    |
| Universitario        | Mar del Plata       | Buenos Aires        | URMdP    | 5.º región pampeana   |

### Plazas
| Región             | Interior A | Interior B |
| ------------------ | ---------- | ---------- |
| Centro             | 3          | 2          |
| Litoral            | 3          | 2          |
| Noroeste Argentino | 4          | 3          |
| Nordeste Argentino | —          | 2          |
| Pampeana           | 3          | 2          |
| Oeste              | 2          | 3          |
| Patagonia          | 1          | 2          |
| Uruguay            | —          | 2          |

## Modo de disputa

### Interior A
En la primera fase, los dieciséis participantes se dividen en cuatro grupos de cuatro cada uno, donde se enfrentan todos contra todos dentro del mismo grupo una vez.
Una vez finalizada la primera fase, los dos primeros de cada grupo avanzan a la siguiente fase por el campeonato, donde se ordenan en duelos de eliminación directa hasta la final, y quienes pierden quedan eliminados y dejan de participar. El ganador de los duelos se consagra campeón y asciende una plaza para su región para el siguiente Torneo Nacional de Clubes.
A la par de la disputa del ascenso, se determina el descenso. Los ocho participantes que quedaron terceros y cuartos en la primera fase participan en duelos de eliminación directa, donde los ganadores dejan de participar, mientras que los perdedores deben revalidar su plaza y siguen participando hasta que queden dos equipos, de los cuales, el perdedor desciende una plaza de su región para la próxima edición del torneo.

### Interior B
En la primera fase, los dieciocho participantes se dividen en cuatro grupos, dos de cuatro integrantes y dos de cinco, donde se enfrentan todos contra todos dentro del mismo grupo una vez.
Una vez finalizada la primera fase, los dos primeros de cada grupo avanzan a la siguiente fase por el campeonato, donde se ordenan en duelos de eliminación directa hasta la final, y quienes pierden quedan eliminados y dejan de participar. El ganador de los duelos se consagra campeón y asciende una plaza para su región para el siguiente Torneo del Interior A.

### Puntuación
- 4 puntos por victoria.
- 2 puntos por empate.
- 0 puntos por derrota.
- 1 punto en caso de perder por menos de siete.
- 1 punto en caso de marcar cuatro tries o más.

### Sistema de plazas
Cada equipo representa una plaza de su región dentro del torneo, es decir que cada uno de los equipos puede o no disputar el siguiente torneo dependiendo de su actuación en el campeonato regional al que representan. En caso de que un equipo ascienda o descienda una plaza marca que habrá un representante más o uno menos de esa región en la siguiente edición.

## Torneo del Interior A

### Zona 1
| Pos. | Equipo                  | Encuentros | Encuentros | Encuentros | Encuentros | Tantos | Tantos | Tantos | PB | PB | Puntos |
| Pos. | Equipo                  | PJ         | PG         | PE         | PP         | F      | C      | Dif    | BO | BD | Puntos |
| ---- | ----------------------- | ---------- | ---------- | ---------- | ---------- | ------ | ------ | ------ | -- | -- | ------ |
| 1.°  | Córdoba AC              | 3          | 2          | 1          | 0          | 64     | 45     | 19     |    |    | 10     |
| 2.°  | Jockey Club (Salta)     | 3          | 2          | 0          | 1          | 77     | 69     | 8      |    | 1  | 9      |
| 3.°  | Sportiva (Bahía Blanca) | 3          | 1          | 0          | 2          | 35     | 56     | –21    |    | 1  | 5      |
| 4.°  | Universitario (Rosario) | 3          | 0          | 1          | 2          | 39     | 58     | –19    |    | 1  | 3      |

|  | Clasificado a la fase por el campeonato.       |
|  | Clasificado a la fase para evitar el descenso. |

Primera fecha
| 9 de abril | Córdoba AC | 10 - 10 | Universitario (R) |  |  |

| 9 de abril                                                    | Jockey (S) | 27 - 22 | Sportiva (BB) |  |  |
| Punto bonus defensivo para Sociedad Sportiva de Bahía Blanca. |            |         |               |  |  |

Segunda fecha
| 16 de abril | Sportiva (BB) | 13 - 29 | Córdoba AC |  |  |

| 16 de abril                                          | Jockey (S) | 28 - 22 | Universitario (R) |  |  |
| Punto bonus defensivo para Universitario de Rosario. |            |         |                   |  |  |

Tercera fecha
| 23 de abril                                      | Córdoba AC | 25 - 22 | Jockey (S) |  |  |
| Punto bonus defensivo para Jockey Club de Salta. |            |         |            |  |  |

| 23 de abril | Universitario (R) | 7 - 20 | Sportiva (BB) |  |  |

### Zona 2
| Pos. | Equipo                | Encuentros | Encuentros | Encuentros | Encuentros | Tantos | Tantos | Tantos | PB | PB | Puntos |
| Pos. | Equipo                | PJ         | PG         | PE         | PP         | F      | C      | Dif    | BO | BD | Puntos |
| ---- | --------------------- | ---------- | ---------- | ---------- | ---------- | ------ | ------ | ------ | -- | -- | ------ |
| 1.°  | Jockey Club (Rosario) | 3          | 3          | 0          | 0          | 92     | 53     | 39     |    |    | 12     |
| 2.°  | Universitario (Salta) | 3          | 2          | 0          | 1          | 59     | 66     | –7     | 1  |    | 9      |
| 3.°  | Palermo Bajo          | 3          | 1          | 0          | 2          | 58     | 48     | 10     |    | 2  | 6      |
| 4.°  | Marista RC            | 3          | 0          | 0          | 3          | 24     | 66     | –42    |    |    | 0      |

|  | Clasificado a la fase por el campeonato.       |
|  | Clasificado a la fase para evitar el descenso. |

Primera fecha
| 9 de abril | Marista RC | 10 - 30 | Jockey (R) |  |  |

| 9 de abril                                                                                 | Palermo Bajo | 18 - 20 | Universitario (S) |  |  |
| Punto bonus ofensivo para Universitario de Salta y defensivo para Palermo Bajo de Córdoba. |              |         |                   |  |  |

Segunda fecha
| 16 de abril | Universitario (S) | 20 - 11 | Marista RC |  |  |

| 16 de abril                                                                          | Palermo Bajo | 24 - 25 | Jockey (R) |  |  |
| Punto bonus defensivo por perder por menos de 7 puntos para Palermo Bajo de Córdoba. |              |         |            |  |  |

Tercera fecha
| 23 de abril | Marista RC | 3 - 16 | Palermo Bajo |  |  |

| 23 de abril | Jockey (R) | 37 - 19 | Universitario (S) |  |  |

### Zona 3
| Pos. | Equipo                  | Encuentros | Encuentros | Encuentros | Encuentros | Tantos | Tantos | Tantos | PB | PB | Puntos |
| Pos. | Equipo                  | PJ         | PG         | PE         | PP         | F      | C      | Dif    | BO | BD | Puntos |
| ---- | ----------------------- | ---------- | ---------- | ---------- | ---------- | ------ | ------ | ------ | -- | -- | ------ |
| 1.°  | Cardenales RC           | 3          | 3          | 0          | 0          | 97     | 61     | 36     | 1  |    | 13     |
| 2.°  | Mendoza RC              | 3          | 2          | 0          | 1          | 64     | 63     | 1      | 2  |    | 10     |
| 3.°  | Universitario (Córdoba) | 3          | 1          | 0          | 2          | 72     | 95     | –23    |    | 1  | 5      |
| 4.°  | Sporting (MdP)          | 3          | 0          | 0          | 3          | 67     | 81     | –14    |    | 2  | 2      |

|  | Clasificado a la fase por el campeonato.       |
|  | Clasificado a la fase para evitar el descenso. |

Primera fecha
| 9 de abril                                          | Cardenales RC | 36 - 16 | Universitario (C) |  |  |
| Punto bonus ofensivo para Cardenales RC de Tucumán. |               |         |                   |  |  |

| 9 de abril                            | Mendoza RC | 18 - 9 | Sporting (MdP) |  |  |
| Punto bonus ofensivo para Mendoza RC. |            |        |                |  |  |

Segunda fecha
| 16 de abril                                          | Sporting (MdP) | 23 - 24 | Cardenales RC |  |  |
| Punto bonus defensivo para Sporting de Mar del Plata |                |         |               |  |  |

| 16 de abril                                                                    | Mendoza RC | 24 - 17 | Universitario (C) |  |  |
| Punto bonus ofensivo para Mendoza RC y defensivo para Universitario de Córdoba |            |         |                   |  |  |

Tercera fecha
| 23 de abril | Cardenales RC | 37 - 22 | Mendoza RC |  |  |

| 23 de abril                                           | Universitario (C) | 39 - 35 | Sporting (MdP) |  |  |
| Punto bonus defensivo para Sporting de Mar del Plata. |                   |         |                |  |  |

### Zona 4
| Pos. | Equipo             | Encuentros | Encuentros | Encuentros | Encuentros | Tantos | Tantos | Tantos | PB | PB | Puntos |
| Pos. | Equipo             | PJ         | PG         | PE         | PP         | F      | C      | Dif    | BO | BD | Puntos |
| ---- | ------------------ | ---------- | ---------- | ---------- | ---------- | ------ | ------ | ------ | -- | -- | ------ |
| 1.°  | Los Tarcos RC      | 3          | 3          | 0          | 0          | 108    | 36     | 72     | 1  |    | 13     |
| 2.°  | Mar del Plata Club | 3          | 2          | 0          | 1          | 72     | 57     | 15     | 1  |    | 9      |
| 3.°  | Neuquén RC         | 3          | 1          | 0          | 2          | 49     | 94     | –45    |    |    | 4      |
| 4.°  | Old Resian         | 3          | 0          | 0          | 3          | 56     | 98     | –42    |    | 1  | 1      |

|  | Clasificado a la fase por el campeonato.       |
|  | Clasificado a la fase para evitar el descenso. |

Primera fecha
| 9 de abril                               | Los Tarcos RC | 53 - 5 | Neuquén RC |  |  |
| Punto bonus ofensivo para Los Tarcos RC. |               |        |            |  |  |

| 9 de abril                                    | Mar del Plata C | 41 - 15 | Old Resian |  |  |
| Punto bonus ofensivo para Mar del Plata Club. |                 |         |            |  |  |

Segunda fecha
| 16 de abril | Old Resian | 15 - 20 | Los Tarcos RC |  |  |

| 16 de abril | Mar del Plata C | 15 - 7 | Neuquén RC |  |  |

Tercera fecha
| 23 de abril | Los Tarcos RC | 35 - 16 | Mar del Plata C |  |  |

| 23 de abril | Neuquén RC | 37 - 26 | Old Resian |  |  |

### Eliminatoria por el ascenso
|  | Cuartos de final      | Cuartos de final |                       |                       | Semifinales | Semifinales |  |            | Final      | Final      |  |
|  | 30 de abril           | 30 de abril      |                       |                       | 7 de mayo   | 7 de mayo   |  |            | 15 de mayo | 15 de mayo |  |
|  |                       |                  |                       |                       |             |             |  |            |            |            |  |
|  |                       |                  |                       |                       |             |             |  |            |            |            |  |
|  | Córdoba Athletic      | 60               |                       |                       |             |             |  |            |            |            |  |
|  | Córdoba Athletic      | 60               |                       |                       |             |             |  |            |            |            |  |
|  | Mendoza RC            | 12               |                       |                       |             |             |  |            |            |            |  |
|  | Mendoza RC            | 12               |                       | Córdoba Athletic      | 28          |             |  |            |            |            |  |
|  |                       |                  |                       | Córdoba Athletic      | 28          |             |  |            |            |            |  |
|  |                       |                  | Los Tarcos            | 41                    |             |             |  |            |            |            |  |
|  | Los Tarcos            | 15               | Los Tarcos            | 41                    |             |             |  |            |            |            |  |
|  | Los Tarcos            | 15               |                       |                       |             |             |  |            |            |            |  |
|  | Universitario (Salta) | 8                |                       |                       |             |             |  |            |            |            |  |
|  | Universitario (Salta) | 8                |                       |                       |             |             |  | Los Tarcos | 25         |            |  |
|  |                       |                  |                       |                       |             |             |  | Los Tarcos | 25         |            |  |
|  |                       |                  | Jockey Club (Rosario) | 20                    |             |             |  |            |            |            |  |
|  | Jockey Club (Rosario) | 20               | Jockey Club (Rosario) | 20                    |             |             |  |            |            |            |  |
|  | Jockey Club (Rosario) | 20               |                       |                       |             |             |  |            |            |            |  |
|  | Jockey Club (Salta)   | 13               |                       |                       |             |             |  |            |            |            |  |
|  | Jockey Club (Salta)   | 13               |                       | Jockey Club (Rosario) | 62          |             |  |            |            |            |  |
|  |                       |                  |                       | Jockey Club (Rosario) | 62          |             |  |            |            |            |  |
|  |                       |                  | Cardenales RC         | 26                    |             |             |  |            |            |            |  |
|  | Cardenales RC         | 20               | Cardenales RC         | 26                    |             |             |  |            |            |            |  |
|  | Cardenales RC         | 20               |                       |                       |             |             |  |            |            |            |  |
|  | Mar del Plata Club    | 19               |                       |                       |             |             |  |            |            |            |  |
|  | Mar del Plata Club    | 19               |                       |                       |             |             |  |            |            |            |  |
|  |                       |                  |                       |                       |             |             |  |            |            |            |  |

Nota: El equipo ubicado en la primera línea ejerció la localía en el partido en cuestión.

### Eliminatoria por el descenso
|  | Cuartos de final        | Cuartos de final |                         |            | Semifinales | Semifinales |  |            | Final      | Final      |  |
|  | 30 de abril             | 30 de abril      |                         |            | 7 de mayo   | 7 de mayo   |  |            | 15 de mayo | 15 de mayo |  |
|  |                         |                  |                         |            |             |             |  |            |            |            |  |
|  |                         |                  |                         |            |             |             |  |            |            |            |  |
|  | Palermo Bajo            | 57               |                         |            |             |             |  |            |            |            |  |
|  | Palermo Bajo            | 57               |                         |            |             |             |  |            |            |            |  |
|  | Old Resian              | 22               |                         |            |             |             |  |            |            |            |  |
|  | Old Resian              | 22               |                         | Old Resian | 31          |             |  |            |            |            |  |
|  |                         |                  |                         | Old Resian | 31          |             |  |            |            |            |  |
|  |                         |                  | Neuquén RC              | 12         |             |             |  |            |            |            |  |
|  | Neuquén RC              | 13               | Neuquén RC              | 12         |             |             |  |            |            |            |  |
|  | Neuquén RC              | 13               |                         |            |             |             |  |            |            |            |  |
|  | Sporting (MdP)          | 23               |                         |            |             |             |  |            |            |            |  |
|  | Sporting (MdP)          | 23               |                         |            |             |             |  | Neuquén RC | 37         |            |  |
|  |                         |                  |                         |            |             |             |  | Neuquén RC | 37         |            |  |
|  |                         |                  | Universitario (Córdoba) | 37         |             |             |  |            |            |            |  |
|  | Sociedad Sportiva (BB)  | 34               | Universitario (Córdoba) | 37         |             |             |  |            |            |            |  |
|  | Sociedad Sportiva (BB)  | 34               |                         |            |             |             |  |            |            |            |  |
|  | Marista RC              | 27               |                         |            |             |             |  |            |            |            |  |
|  | Marista RC              | 27               |                         | Marista RC | 34          |             |  |            |            |            |  |
|  |                         |                  |                         | Marista RC | 34          |             |  |            |            |            |  |
|  |                         |                  | Universitario (Córdoba) | 18         |             |             |  |            |            |            |  |
|  | Universitario (Córdoba) | 8                | Universitario (Córdoba) | 18         |             |             |  |            |            |            |  |
|  | Universitario (Córdoba) | 8                |                         |            |             |             |  |            |            |            |  |
|  | Universitario (Rosario) | 31               |                         |            |             |             |  |            |            |            |  |
|  | Universitario (Rosario) | 31               |                         |            |             |             |  |            |            |            |  |
|  |                         |                  |                         |            |             |             |  |            |            |            |  |

Nota: El equipo ubicado en la primera línea ejerció la localía en el partido en cuestión.
En la final por no descender, tras dos tiempos suplementarios en los que permanecieron igualados, el ganador fue Universitario por mayor cantidad de tries. La región patagónica perdió la plaza. Descendió Neuquén RC

## Torneo del Interior B

### Zona 1
| Pos. | Equipo       | Encuentros | Encuentros | Encuentros | Encuentros | Tantos | Tantos | Tantos | PB | PB | Puntos |
| Pos. | Equipo       | PJ         | PG         | PE         | PP         | F      | C      | Dif    | BO | BD | Puntos |
| ---- | ------------ | ---------- | ---------- | ---------- | ---------- | ------ | ------ | ------ | -- | -- | ------ |
| 1.°  | Huirapuca RC | 3          | 3          | 0          | 0          | 146    | 51     | 84     | 2  |    | 14     |
| 2.°  | Liceo RC     | 3          | 1          | 0          | 2          | 85     | 138    | –53    |    | 1  | 5      |
| 3.°  | Tequé RC     | 3          | 1          | 0          | 2          | 51     | 67     | –16    |    | 1  | 5      |
| 4.°  | Old Lions RC | 3          | 1          | 0          | 2          | 72     | 98     | –26    |    | 1  | 5      |

|  | Clasificado a la fase por el campeonato. |

Primera fecha
| 2 de abril                           | Tequé RC | 24 - 22 | Liceo RC |  |  |
| Punto bonus defensivo para Liceo RC. |          |         |          |  |  |

| 2 de abril                              | Huirapuca RC | 45 - 14 | Old Lions RC |  |  |
| Punto bonus ofensivo para Huirapuca RC. |              |         |              |  |  |

Segunda fecha
| 16 de abril                          | Old Lions RC | 26 - 19 | Tequé RC |  |  |
| Punto bonus defensivo para Tequé RC. |              |         |          |  |  |

| 16 de abril                             | Huirapuca RC | 82 - 29 | Liceo RC |  |  |
| Punto bonus ofensivo para Huirapuca RC. |              |         |          |  |  |

Tercera fecha
| 23 de abril | Tequé RC | 8 - 19 | Huirapuca RC |  |  |

| 23 de abril                             | Liceo RC | 34 - 32 | Old Lions RC |  |  |
| Punto bonus defensivo para Old Lions RC |          |         |              |  |  |

### Zona 2
| Pos. | Equipo             | Encuentros | Encuentros | Encuentros | Encuentros | Tantos | Tantos | Tantos | PB | PB | Puntos |
| Pos. | Equipo             | PJ         | PG         | PE         | PP         | F      | C      | Dif    | BO | BD | Puntos |
| ---- | ------------------ | ---------- | ---------- | ---------- | ---------- | ------ | ------ | ------ | -- | -- | ------ |
| 1.°  | Old Christians (U) | 4          | 4          | 0          | 0          | 199    | 23     | 176    | 1  |    | 17     |
| 2.°  | CURNE              | 4          | 3          | 0          | 1          | 145    | 39     | 106    | 1  | 1  | 14     |
| 3.°  | San Patricio RC    | 4          | 2          | 0          | 2          | 121    | 135    | –14    |    |    | 8      |
| 4.°  | Logaritmo          | 4          | 1          | 0          | 3          | 83     | 133    | –50    |    |    | 4      |
| 5.°  | Universitario (SF) | 4          | 0          | 0          | 4          | 33     | 251    | –218   |    |    | 0      |

|  | Clasificado a la fase por el campeonato. |

Primera fecha
| 26 de marzo                                          | Logaritmo | 7 - 51 | Old Christians (U) |  |  |
| Punto bonus ofensivo para Old Christians de Uruguay. |           |        |                    |  |  |

| 26 de marzo                      | CURNE | 62 - 5 | Universitario (SF) |  |  |
| Punto bonus ofensivo para CURNE. |       |        |                    |  |  |

Segunda fecha
| 2 de abril                        | Old Christians (U) | 18 - 13 | CURNE |  |  |
| Punto bonus defensivo para CURNE. |                    |         |       |  |  |

| 2 de abril | San Patricio | 33 - 25 | Logaritmo |  |  |

Tercera fecha
| 9 de abril                       | CURNE | 39 - 9 | San Patricio |  |  |
| Punto bonus ofensivo para CURNE. |       |        |              |  |  |

| 9 de abril                                           | Universitario (SF) | 3 - 66 | Old Christians (U) |  |  |
| Punto bonus ofensivo para Old Christians de Uruguay. |                    |        |                    |  |  |

Cuarta fecha
| 16 de abril | San Patricio | 79 - 7 | Universitario (SF) |  |  |

| 16 de abril | Logaritmo | 7 - 31 | CURNE |  |  |

Quinta fecha
| 23 de abril | Universitario (SF) | 18 - 44 | Logaritmo |  |  |

| 23 de abril | Old Christians (U) | 64 - 0 | San Patricio |  |  |

### Zona 3
| Pos. | Equipo              | Encuentros | Encuentros | Encuentros | Encuentros | Tantos | Tantos | Tantos | PB | PB | Puntos |
| Pos. | Equipo              | PJ         | PG         | PE         | PP         | F      | C      | Dif    | BO | BD | Puntos |
| ---- | ------------------- | ---------- | ---------- | ---------- | ---------- | ------ | ------ | ------ | -- | -- | ------ |
| 1.°  | San Ignacio         | 4          | 3          | 0          | 1          | 125    | 71     | 54     | 2  | 1  | 15     |
| 2.°  | Old Boys (U)        | 4          | 3          | 0          | 1          | 141    | 65     | 76     | 1  | 1  | 14     |
| 3.°  | Marabunta RC        | 4          | 2          | 0          | 2          | 102    | 112    | –10    |    |    | 8      |
| 4.°  | Universitario (MdP) | 4          | 1          | 0          | 3          | 90     | 85     | 5      |    | 1  | 5      |
| 5.°  | Bigornia            | 4          | 0          | 0          | 4          | 67     | 192    | –125   |    |    | 0      |

|  | Clasificado a la fase por el campeonato. |

Primera fecha
| 26 de marzo                                             | San Ignacio | 21 - 17 | Old Boys (U) |  |  |
| Punto bonus defensivo para Old Boys & Girls de Uruguay. |             |         |              |  |  |

| 26 de marzo | Universitario (MdP) | 19 - 27 | Marabunta RC |  |  |

Segunda fecha
| 2 de abril                                                 | Old Boys (U) | 16 - 12 | Universitario (MdP) |  |  |
| Punto bonus defensivo para Universitario de Mar del Plata. |              |         |                     |  |  |

| 2 de abril | Bigornia | 20 - 47 | San Ignacio |  |  |

Tercera fecha
| 9 de abril | Universitario (MdP) | 39 - 28 | Bigornia |  |  |

| 9 de abril | Marabunta RC | 27 - 36 | Old Boys (U) |  |  |

Cuarta fecha
| 16 de abril | Bigornia | 14 - 34 | Marabunta RC |  |  |

| 16 de abril | San Ignacio | 14 - 20 | Universitario (MdP) |  |  |

Quinta fecha
| 23 de abril | Marabunta RC | 14 - 43 | San Ignacio |  |  |

| 23 de abril | Old Boys (U) | 72 - 5 | Bigornia |  |  |

### Zona 4
| Pos. | Equipo                | Encuentros | Encuentros | Encuentros | Encuentros | Tantos | Tantos | Tantos | PB | PB | Puntos |
| Pos. | Equipo                | PJ         | PG         | PE         | PP         | F      | C      | Dif    | BO | BD | Puntos |
| ---- | --------------------- | ---------- | ---------- | ---------- | ---------- | ------ | ------ | ------ | -- | -- | ------ |
| 1.°  | Jockey Club (Córdoba) | 3          | 3          | 0          | 0          | 101    | 58     | 43     |    |    | 12     |
| 2.°  | Los Tordos RC         | 3          | 2          | 0          | 1          | 84     | 83     | 1      |    |    | 8      |
| 3.°  | Jockey Club (VM)      | 3          | 1          | 0          | 2          | 73     | 87     | –14    |    | 1  | 5      |
| 4.°  | Natación y Gimnasia   | 3          | 0          | 0          | 3          | 57     | 86     | –29    |    | 1  | 1      |

|  | Clasificado a la fase por el campeonato. |

Primera fecha
| 2 de abril                                      | Los Tordos | 21 - 14 | Natación y Gimnasia |  |  |
| Punto bonus defensivo para Natación y Gimnasia. |            |         |                     |  |  |

| 2 de abril                                             | Jockey (VM) | 18 - 22 | Jockey (C) |  |  |
| Punto bonus defensivo para Jockey Club de Villa María. |             |         |            |  |  |

Segunda fecha
| 16 de abril | Jockey (C) | 39 - 16 | Los Tordos |  |  |

| 16 de abril | Jockey (VM) | 25 - 18 | Natación y Gimnasia |  |  |

Tercera fecha
| 23 de abril | Los Tordos | 47 - 30 | Jockey (VM) |  |  |

| 23 de abril | Natación y Gimnasia | 25 - 40 | Jockey (C) |  |  |

### Eliminatoria por el ascenso
|  | Cuartos de final      | Cuartos de final |                    |                       | Semifinales | Semifinales |  |           | Final      | Final      |  |
|  | 30 de abril           | 30 de abril      |                    |                       | 7 de mayo   | 7 de mayo   |  |           | 15 de mayo | 15 de mayo |  |
|  |                       |                  |                    |                       |             |             |  |           |            |            |  |
|  |                       |                  |                    |                       |             |             |  |           |            |            |  |
|  | Huirapuca RC          | 31               |                    |                       |             |             |  |           |            |            |  |
|  | Huirapuca RC          | 31               |                    |                       |             |             |  |           |            |            |  |
|  | CURNE                 | 16               |                    |                       |             |             |  |           |            |            |  |
|  | CURNE                 | 16               |                    | Jockey Club (Córdoba) | 5           |             |  |           |            |            |  |
|  |                       |                  |                    | Jockey Club (Córdoba) | 5           |             |  |           |            |            |  |
|  |                       |                  | Huirapuca RC       | 22                    |             |             |  |           |            |            |  |
|  | Jockey Club (Córdoba) | 44               | Huirapuca RC       | 22                    |             |             |  |           |            |            |  |
|  | Jockey Club (Córdoba) | 44               |                    |                       |             |             |  |           |            |            |  |
|  | Liceo RC              | 35               |                    |                       |             |             |  |           |            |            |  |
|  | Liceo RC              | 35               |                    |                       |             |             |  | Huirapuca | 28         |            |  |
|  |                       |                  |                    |                       |             |             |  | Huirapuca | 28         |            |  |
|  |                       |                  | Old Christians (U) | 6                     |             |             |  |           |            |            |  |
|  | Old Christians (U)    | 25               | Old Christians (U) | 6                     |             |             |  |           |            |            |  |
|  | Old Christians (U)    | 25               |                    |                       |             |             |  |           |            |            |  |
|  | Old Boys (U)          | 6                |                    |                       |             |             |  |           |            |            |  |
|  | Old Boys (U)          | 6                |                    | Los Tordos            | 17          |             |  |           |            |            |  |
|  |                       |                  |                    | Los Tordos            | 17          |             |  |           |            |            |  |
|  |                       |                  | Old Christians (U) | 23                    |             |             |  |           |            |            |  |
|  | San Ignacio           | 20               | Old Christians (U) | 23                    |             |             |  |           |            |            |  |
|  | San Ignacio           | 20               |                    |                       |             |             |  |           |            |            |  |
|  | Los Tordos            | 28               |                    |                       |             |             |  |           |            |            |  |
|  | Los Tordos            | 28               |                    |                       |             |             |  |           |            |            |  |
|  |                       |                  |                    |                       |             |             |  |           |            |            |  |

Nota: El equipo ubicado en la primera línea ejerció la localía en el partido en cuestión.